# Eggert Pétursson
 Eggert Pétursson, född 1956, är en isländsk målare.
Eggert Pétursson utbildade sig på gymnasiet Menntaskólinn i Reykjavik 1974-76, Myndlista- och handidaskóla Islands (Islands konst- och konsthantverksskola) i Reykjavik 1976-79 och därefter på Jan van Eyck Academie i Maastricht i Nederländerna, där han tog examen 1981. Han hade sin första separatutställning på Galler Sudurgötu i Reykjavik 1980.
Han har specialiserat sig på att måla motiv ur den isländska floran. Efter sin återkomst från Nederländerna illustrerade han August H. Bjarnasons Den isländska floran i färg, vilken publicerades 1983.

Han fick Carnegie Art Awards andrapris 2006. 
| ”                  | Min bakgrund finns i Fluxus och konceptkonst under sextio- och sjuttiotalen. Jag ser mig själv i förhållande till detta och betraktar mig inte vare sig som landskapsmålare eller som blomstermålare. Under en period var konceptkonst en konstriktning, men jag hat alltid upplevt att det rörde sig om att bryta ned konstkonceptet till dess beståndsdelar och sedan sätta dem samman igen. När jag började att måla blommat för ungefär 25 år sedan var detta inte på något sätt menat som en kritik mot, eller att vända ryggen till min bakgrund i konceptkonst. Och det var inte i någon mening en ironisk handling, Snarare försöker jag komma bort från och göra mig av med ironi. Konst kan också bara vara konst. | „ |
| – Eggert Pétursson | |   |